# بيفي سانتو ستيفانو
بيفي سانتو ستيفانو هي بلدية ( في مقاطعة أريتسو في منطقة توسكانا الإيطالية ، وتقع على بعد حوالي 70 كيلومتر (43 ميل) من شرق فلورنسا وحوالي 25 كيلومتر (16 ميل) من شمال شرق أريتسو .
وتقع بيفي سانتو ستيفانو على حدود البلديات التالية :انغياري وكابريزي ميكيلانجيلو وكيوزي ديلا فيرنا وسانسي بلوكرو وفيرغريتو .

## أهم المعالم السياحية
- هيرميتاج مادونا ديل فاجيو ، وتقع في سيرسيتول. تم بناؤها في القرن الخامس عشر في المكان الذي ظهرت فيه ، وفقًا للتقاليد ، للراعي في عام 1400.

## روابط ذات صلة
- الموقع الرسمي